# Victor Zotov
Victor Dmitrievich Zotov (translitera al ciríl·lic rus Виктор Дмитриевич Зотов) (16 de setembre de 1908-26 de maig de 1977) va ser un botànic i agrostòleg de Nova Zelanda.
Zotov va néixer a Vladivostok, Rússia i va emigrar a Nova Zelanda l'any 1924. Va assistir a la Feilding High School des de 1925-1927. L'any 1928 va començar a treballar en l'Estació d'Investigació de Plantes de la Palmerston Nord, que en 1936 es va convertir en l'Oficina d'Investigació de Plantes en la DSIR, i va continuar treballant en la Divisió de Botànica d'aquesta organització fins a la seva jubilació l'any 1968. L'interès de Zotov estava en les pastures de Nova Zelanda, escrivint articles sobre Phalaris canariensis, Arundinoideae i sobretot de Gramineae. També estava interessat en la vegetació de la Tararua Range on va gaudir viatjant i a més, va publicar sobre l'erosió del sòl.